# Proportionaalpasser

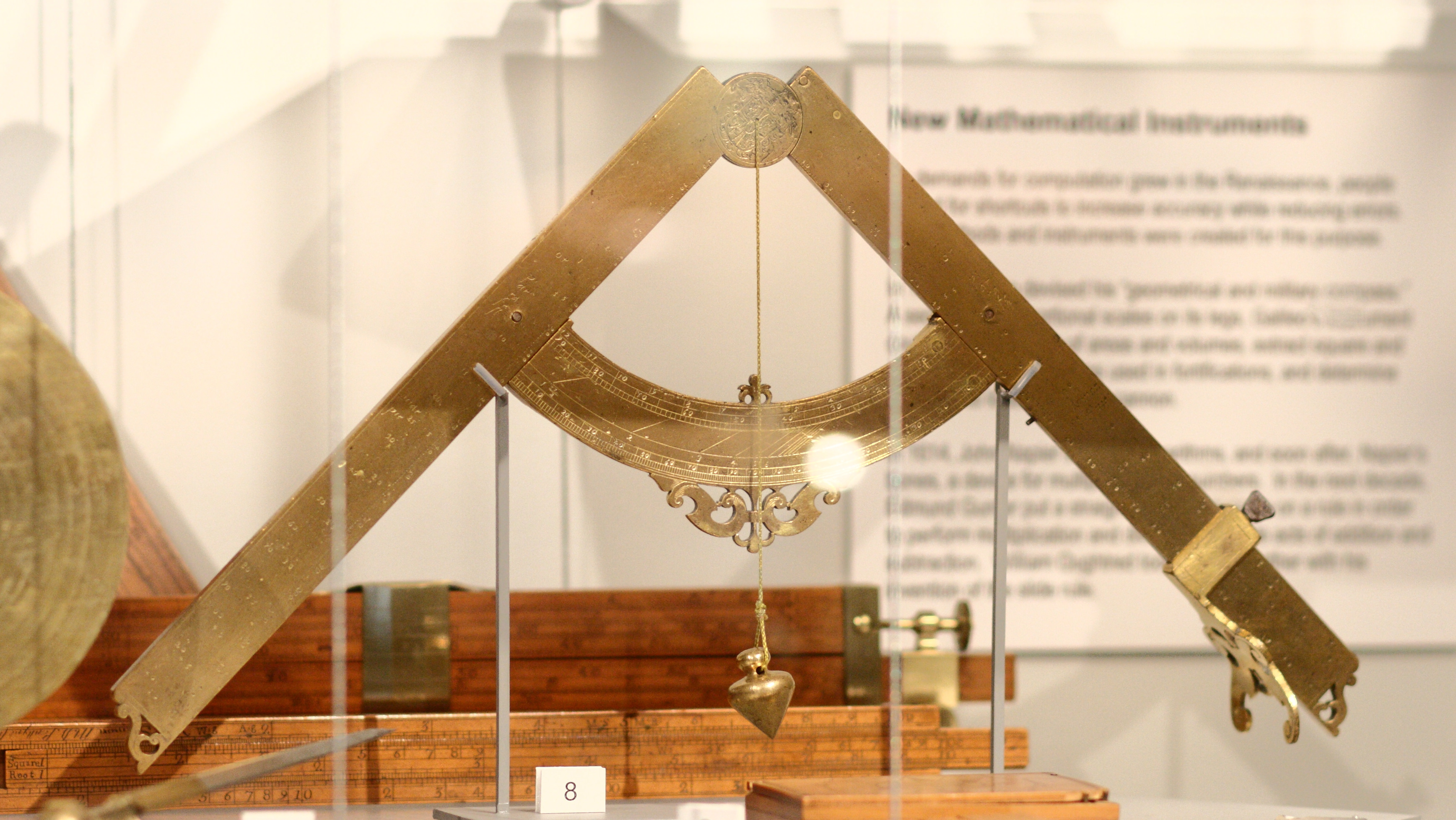
Galilei's proportionaalpasser

Een proportionaalpasser of evenredigheidspasser is een wiskundig instrument, dat qua constructie enigszins lijkt op een gewone passer maar qua functie meer in de buurt komt van een rekenliniaal. Proportionaalpassers werden in groten getale vanaf 1597 gebouwd door Galileo Galilei, aan wie onterecht vaak de uitvinding wordt toegeschreven. Deze mechanische instrumenten werden vóór de uitvinding van de rekenmachine gebruikt.

## Geschiedenis
Fabrizio Mordente (1532 – ca 1608) was een Italiaanse uitvinder die bekend is wegens zijn "proportionele achtpuntenpasser" met twee armen, om de vermenigvuldigingen op te lossen over omtrek, oppervlakte en hoeken van een cirkel. In 1567 publiceerde hij in Venetië een blad met beschrijving van zijn instrument. In 1585 gebruikte Giordano Bruno Mordente's passer om Aristoteles's hypothese over de onmeetbaarheid van infinitesimalen te weerleggen, als basis van zijn eigen atomische theorie.
De uitvinding wordt vaak toegeschreven aan de Britse wiskundige Thomas Hood (1556–1620), en ook aan de Italiaanse wiskundige en astronoom Galileo Galilei. Galileo had een professionele instrumentenmaker in dienst, Marc'Antonio Mazzoleni. Hij liet 100 exemplaren maken van een militaire versie van de passer. Verder leidde hij gebruikers op tussen 1595 en 1598. Galileo is de meest bekende van de geciteerde uitvinders, en oudere studies schrijven de uitvinding aan hem toe.